# Distretto di Huamanquiquia
Il distretto di Huamanquiquia è uno dei dodici distretti della provincia di Víctor Fajardo, in Perù. Si trova nella regione di Ayacucho e si estende su una superficie di 67,33 chilometri quadrati.

Istituito il 2 giugno 1936, ha per capitale la città di Huamanquiquia; nel censimento del 2005 contava 1.324 abitanti.